# Ilorin
Ilorin est la capitale de l'État de Kwara, au Nigeria. C'est également un émirat.

## Personnalités liées
- Salamat Ahuoiza Aliu
- Séro Kpéra II
- Temmie Ovwasa, chanteuse LGBT